# Главни брод
Главни брод је је део цркве, који је одређен за учеснике богослужбеног обреда. По правилу су у броду клупе, у задњем делу брода смештен је хор са оргуљама. Од бочних бродова уколико иде о вишебродну цркву, главни брод је одељен низом стубова који чине аркаде.

## Извор
Чланак је преведен из одговарајућег чланка чешке википедије